# Geoff Neal
Geoffrey Neal, född 28 augusti 1990 i Austin i Texas är en amerikansk MMA-utövare som sedan 2018 tävlar i organisationen Ultimate Fighting Championship.

## Tävlingsfacit
| Resultat | Facit | Motståndare         | Metod                                   | Evenemang                                     | Datum            | Rond | Tid  | Plats                     | Notering                                     |
| -------- | ----- | ------------------- | --------------------------------------- | --------------------------------------------- | ---------------- | ---- | ---- | ------------------------- | -------------------------------------------- |
| Vinst    | 1–0   | David McAfee        | Submission (rear-naked)                 | Xtreme Combat Productions: Blood & Glory      | 25 augusti 2012  | 1    | 2:15 | Robstown, TX, USA         | Welterviktsdebut                             |
| Vinst    | 2-0   | Zack Board          | TKO (slag)                              | Xtreme Knockout 17                            | 12 januari 2013  | 2    | 1:46 | Arlington, TX, USA        | Mellanviktsdebut                             |
| Förlust  | 2-1   | Martin Sano         | Submission (rear-naked)                 | 24/7 Entertainment 9                          | 19 april 2013    | 3    | 1:25 | Odessa, TX, USA           | Neal missade vikten (78 kg/172 lbs)          |
| Vinst    | 3-1   | Armando Servin      | Domslut (enhälligt)                     | Xtreme Knockout 19                            | 17 augusti 2013  | 3    | 3:00 | Dallas, TX, USA           |                                              |
| Vinst    | 4-1   | Christopher Anthony | Domslut (enhälligt)                     | Legacy FC 32                                  | 20 juni 2014     | 3    | 5:00 | Bossier City, LA, USA     |                                              |
| Vinst    | 5-1   | Charlie Ontiveros   | TKO (motståndaren stannar i ringhörnan) | Legacy FC 37                                  | 14 november 2014 | 2    | 5:00 | Houston, TX, USA          | Catchvikt 78 kg/172 lbs, Neal missade vikten |
| Vinst    | 6-1   | Ty Flores           | TKO (slag)                              | Rumble Time Promotions                        | 23 oktober 2015  | 1    | 3:58 | St. Charles, MO, USA      |                                              |
| Förlust  | 6-2   | Kevin Holland       | TKO (slag)                              | Xtreme Knockout 34                            | 28 januari 2017  | 3    | 3:50 | Dallas, TX, USA           |                                              |
| Vinst    | 7-2   | Bilal Williams      | TKO (slag)                              | LFA 16                                        | 14 juli 2017     | 1    | 4:43 | Dallas, TX, USA           |                                              |
| Vinst    | 8-2   | Chase Waldon        | TKO (slag)                              | Dana White's Tuesday Night Contender Säsong 3 | 25 juli 2017     | 1    | 1:56 | Las Vegas, NV, USA        | Mellanvikt                                   |
| Vinst    | 9-2   | Brian Camozzi       | Submission (rear-naked)                 | UFC Fight Night: Cowboy vs. Medeiros          | 18 februari 2018 | 1    | 2:48 | Austin, TX, USA           |                                              |
| Vinst    | 10-2  | Frank Camacho       | KO (huvudspark)                         | UFC 228                                       | 8 september 2018 | 2    | 1:23 | Dallas, TX, USA           |                                              |
| Vinst    | 11-2  | Belal Muhammad      | Domslut (enhälligt)                     | UFC Fight Night: Cejudo vs. Dillashaw         | 19 januari 2019  | 3    | 5:00 | Brooklyn, NY, USA         |                                              |
| Vinst    | 12-2  | Niko Price          | TKO (slag)                              | UFC 240                                       | 27 juli 2019     | 2    | 2:39 | Edmonton, Alberta, Kanada |                                              |
| Vinst    | 13-2  | Mike Perry          | TKO (huvudspark och slag)               | UFC 245                                       | 14 december 2019 | 1    | 1:30 | Las Vegas, NV, USA        |                                              |
| Förlust  | 13-3  | Stephen Thompson    | Domslut (enhälligt)                     | UFC Fight Night: Thompson vs. Neal            | 19 december 2020 | 3    | 5:00 | Las Vegas, NV, USA        |                                              |